# Глас
 Тази статия е за човешкия глас.  За други значения на термина вижте Глас (пояснение).  
Гласът е звук, който се издава от човека при разговор, пеене, смях, вик, плач и др. Получава се при издишането на въздух от белите дробове под определено налягане, така че той минава през гласните струни, като ги заставя да вибрират. Освен гласните струни, определящи за гласа са формата на устната кухина – както на природната даденост, така и на волевите усилия на човека.
Гласът има важна роля при общуването – от една страна той прави разговорната реч достъпна на разстояние, но също така чрез него се изразяват и определени емоции – гняв, радост, отегчение и др.
Според характеристиките си гласът се определя основно като сила, диапазон и тембър – респективно силен-слаб, висок-нисък, мек-остър-пресипнал.
При пеенето в зависимост от диапазона им се говори за следните основни гласове (от най-нисък към най-висок):
- Бас
- Баритон
- Тенор
- Контраалт
- Алт
- Мецосопран

Дискант – Контратенор – Сопран
- Фалцет

Тази схема обаче е твърде условна. Съществуват певци като Има Сумак, чийто гласов диапазон обхваща „пространството“ между баритона и сопрана.
Човешкият глас силно се влияе от различни видове болести. Освен това той силно се променя с възрастта, особено при мутациите през пубертета и по време на критическата възраст.